# Business-to-consumer
Business-to-consumer, B2C, também business-to-customer, é o comércio efetuado diretamente entre a empresa produtora, vendedora ou prestadora de serviços e o consumidor final.

## Capacidades e Funcionalidades do Modelo B2C
A Internet para aumentar a eficiência do desempenho das empresas é uma das mais importantes razões para o mesmo. A capacidade e o potencial dos mercados electrônicos, depende de quão bem, se consegue alavancar o poder da Internet para criar vantagens competitivas sustentáveis. Algumas das capacidades do mercado electrónico, são:
- Comunicação instantânea: Ajuda na comunicação instantânea entre os vários participantes dos sistemas de negócios. Também ajuda na redução da "hora de mercado" para novos produtos.
- Acesso Global: Os produtos / serviços oferecidos através de mercados electrónicos têm um alcance global e proporcionam maior acesso aos mercados;
- Personalização: Ao oferecer capacidade para oferecer produtos e serviços em tempo real, a capacidade de personalizar mercadorias para as necessidades são maiores;
- Aumento da disponibilidade: O e-commerce oferece uma maior disponibilidade de produtos da empresa estando disponíveis 24 horas por dia, 7 dias da semana nos 365 dias do ano;
- De-Intermediação: Ajuda na eliminação de intermediários ineficientes, oferecendo uma simplificada distribuição electrónica e diferenciação dos produtos baseados na escolha do cliente;
- Consolidação e a Convergência: Ajudam a uma maior consolidação e convergência, o que facilita as economias de escala, facilitando a implantação de ordens e consequentemente o seu cumprimento. Isso permite a revitalização dos produtos que agregam valor através de profundidade, contexto ou digitalização;
- Colaboração: Facilita a automatização de transacções electrónicas entre empresas, suporte em tempo real de troca de informações permitindo assim um processo colaborativo.

## Desafios na iniciativa de implementação de B2C
- Mudança organizacional: Para o êxito da transformação de um negócio tradicional para um comércio eletrônico B2C, deve haver uma mudança radical organizacional. Isto torna-se particularmente difícil, devido à forte resistência à mudança por parte dos trabalhadores.
- Redesenho de negócio: Como foi explicado anteriormente, existem profundas diferenças na forma como funciona um estabelecimento comercial tradicional e a forma como uma empresa de comércio electrónico realiza as suas funções. Daí, um dos maiores desafios para que uma sociedade tradicional que muda para um comércio electrónico B2C seja bem sucedida é a re-concepção e racionalização dos processos existentes de acordo com a nova forma de negócio.
- Sistema de integração de obstáculos: Além disso, o comércio electrónico B2C também exige que os diversos sistemas que representam um negócio, bem como os dos seus parceiros da cadeia de abastecimento, sejam integrados. Isso porque o poder real do negócio electrónico efectiva-se quando os sistemas estão integrados.
- Dificuldade em combinar a tecnologia para necessidades de negócios: Existe uma grande diferença entre ter tecnologia e utilizar devidamente essa tecnologia. Um dos problemas que muitas empresas electrónicas proeminentes enfrentam é à volta da correspondência da tecnologia face às necessidades do negócio. O problema é ainda mais agravado, uma vez que o mercado é inundado com novos produtos. Outro grande problema é mesmo o galopante desenvolvimento das tecnologias.
- Papel dos intermediários: O crescimento do comércio electrónico tem vindo a reduzir o papel de intermediários permitindo a interacção directa entre a empresa e os clientes finais. Assim, um dos principais desafios para um estabelecimento comercial tradicional (que efectuou a sua actividade através de intermediários) se transformar numa empresa de comércio electrónico é o de definir o papel dos intermediários na sua cadeia de abastecimento.
- Obtendo navegadores para comprar: Ter visitantes do site é apenas metade da batalha, pois só após uma compra (ou várias) é que se determina o sucesso de um site B2C.
- Construir a fidelidade dos clientes: Customer Relationship Management é provavelmente um dos mais importantes desafios, podendo ser feito pelas seguintes maneiras:

1. Personalização;
2. Criar um pedido de serviço fácil ao cliente;
3. Fazer um site fácil de usar.

- Cumprimento: O sucesso do comércio electrónico B2C exige que as ordens dos clientes sejam cumpridas como prometido, podendo isso ser feito através do aumento do investimento em foco, cadeia de suprimentos e logística das tecnologias.

## Segmentação do mercado B2C nos mercados de consumo
- Geográfica: É o processo de dividir o mercado total em grupos com base na sua localização e outros critérios geográficos ou até mesmo climáticos;
- Demográfica: Envolve dividir o mercado com base em características da população. Essa abordagem segmenta os consumidores de acordo com variáveis como: idade, rendimento, sexo, tamanho da família, escolaridade, ocupação, etc...;
- Psicográfica: É o processo de dividir o mercado com base em como as pessoas conduzem a sua vida, incluindo as atividades, interesses e opiniões. Diz respeito ao comportamento, estilo de vida, personalidade (extrovertido, conservador, impulsivo, tímido, rude, etc...);
- Comportamental: Classifica as pessoas de acordo com sua disposição para comprar, motivação e atitude. Uma forma dessa classificação foi a segmentação por benefícios, que classifica os seus clientes de acordo com o principal benefício que procuram no produto.

## Vantagens da implementação de B2C
As vantagens de um portal Internet do tipo B2C recai sobre certos aspectos, tais como:
- Os retalhistas podem construir a sua loja virtual online, beneficiando da promoção acrescida das marcas e, ao mesmo tempo, obtendo mais receitas junto dos consumidores que privilegiam a Internet. Com o desenvolvimento das ferramentas da Internet, surgem novas formas de comercializar produtos (Carvalho, 2006, p.41):.
- A loja virtual oferece ainda a opção de comércio electrónico dirigido a negócios de qualquer dimensão, sejam pequenos, médios ou grandes negócios (Carvalho, 2006, p.41):.

## Desvantagens da implementação de B2C
- Como a maior parte dos mercados, o B2C está sujeito a uma série de influências, algumas delas de ordem pessoal e emocional, outras de ordem prática e racional. Na realização de uma encomenda electrónica, consegue-se saber o que o cliente percepciona e deseja pelo relatório dos vários passos que executa. Numa compra tradicional, se não encontrar o produto que deseja, o cliente sai da loja e não deixa nenhum registo. Porém, sob a égide do conceito B2C, as empresas fornecedoras podem gerar experiências, baseadas nas necessidades reais que os clientes revelaram. Com essas experiências podem também determinar o fundamental das suas necessidades e, assim, construir, integrar e posicionar a sua presença, com algum sucesso, na Internet (Carvalho, 2006, p.42);
- A verdade é que uma das grandes restrições do B2C para esse é a logística associada ao modelo de negócio pretendido. Este tipo de empresas só consegue sobreviver se tiverem a noção exacta de que as expectativas, as necessidades e, não menos, o serviço que os clientes exigem (muitas vezes relacionados com a logística) mudam constantemente. Isto acontece porque os consumidores têm variadíssimas alternativas de informação sobre lojas e produtos, bem como dados sobre preços, à distância de um simples clique, pelo que o poder de decisão está, cada vez mais, do lado do cliente. Paralelamente, os consumidores comparam os desempenhos dos diferentes sistemas empresariais e, embora não lhes sabendo atribuir nomes, colocam os sistemas logísticos associados em causa (Carvalho, 2006, p.41);
- O facto de a empresa fornecedora não possuir em stock um dos produtos encomendados considerado essencial pelo cliente, também poderá pôr em causa o desempenho do fornecedor. Perante esta situação o cliente poderá optar por se deslocar a um mercado tradicional para obter o produto necessário gerando em si um sentimento de rejeição a este tipo de negócio e/ou colocando em causa a empresa à qual tinha requerido serviço (Carvalho, 2006, p.43);
- O desfasamento entre a informação do stock existente e a disponibilidade efectiva de poder dar resposta a uma determinada encomenda. Ex: O terminal faz uma contagem errada do número de itens de uma dada referência e o cliente, que se encontra online, faz a sua encomenda normalmente, como se o produto existisse. Estas situações dão origem a vários erros, observando-se um cruzamento errado de informação, o que implica para a empresa uma deterioração da sua imagem e, adicionalmente, níveis de desempenho muito baixos (Carvalho, 2006, p.43);
- O cliente do mundo online é mais exigente do que o cliente do mundo físico. Na Internet, as palavras têm mais impacto, pois cada possível cliente da Internet possui um grande "megafone" (a sua lista de e-mails e as redes de comunicação a que pertence), isto é, se a empresa não satisfizer os seus desejos, pode transmitir uma mensagem muito mais rapidamente do que um possível cliente no comércio tradicional, enunciando o seu descontentamento não a cinco amigos, mas antes a cinco mil. O inverso também pode ser verdadeiro, embora normalmente com menos exuberância. No comércio tradicional, um cliente mal servido pode não ter grande impacto na compra. No comércio online isso já não acontece, uma vez que um cliente mal servido pode, utilizando também as ferramentas online, ser ouvido por milhões de possíveis consumidores que tenham, igualmente, acesso ao ambiente da Internet (Carvalho, 2006, p.43).

## Modelos de B2C
Existem três tipos de modelos de B2C, tais como: leilões, lojas online e serviços online.

### Leilões
O leilão electrónico (na Internet) oferece uma aplicação electrónica da licitação, podendo ser acompanhada de uma apresentação multimédia da mercadoria.

#### Vantagens de leilões nainternet
- Conveniência: Concede conveniência aos participantes de permanecerem em sua casa ou escritório, e ainda participar no concurso, tal como no leilão tradicional. Além disso, é também mais conveniente para um candidato a descobrir mais sobre as mercadorias leiloadas.
- Flexibilidade: Leilões tradicionais permitem a sincronia de licitação exigindo que todos os licitantes participem ao mesmo tempo. Em contrapartida, a Internet permite leilões em tempos diferentes, de licitação duradoura, que podem durar dias ou semanas, o que oferece mais flexibilidade para os licitantes.
- Acesso Global: O potencial de alcance de um site baseado na Internet leilão é global e, portanto, o mercado de bens leiloados é muito grande.
- Económica para operar: Estes leilões são mais baratos para executar as despesas relativas ao lote de infra-estrutura não necessitando de um sistema de leilão convencional.

#### Desvantagens de leilões na internet
- Inspecção de mercadorias: Num leilão na Internet, não é possível inspeccionar fisicamente as mercadorias. Os candidatos têm de confiar nas informações prestadas ou então pode ter que confiar em algumas imagens electrónicas dos bens em leilão.
- Potencialidade de fraude: A Internet proponente tem que confiar que o vendedor será realmente bom para enviar o pagamento. Os pagamentos são feitos normalmente, fornecendo informações de cartão de crédito através da Internet, que normalmente é seguro para o consumidor.

### Lojasonline
Refere-se a uma comercialização dos produtos da empresa através da web. Esta pode ser feita tanto para promover a empresa, produtos e serviços ou para realmente vender os produtos / serviços através desta loja virtual. Um dos melhores exemplos de um e-loja é Clickplus.pt, que começou vendendo material electrônico e progressivamente alargando a outras categorias de produtos.

#### Benefícios para a sociedade
- O aumento da procura;
- Uma rota de custo mais baixo para o alcance mundial;
- Redução de custos de promoção e vendas;
- Custos reduzidos.

#### Benefícios para os clientes
- Preços mais baixos;
- Maior escolha;
- Melhor informação;
- Conveniência;

A realização de compras através destas lojas online está rapidamente ganhando popularidade e aceitação. Embora a maioria das receitas é o B2B em vendas, as vendas B2C também tendem a melhorar nos próximos anos. No entanto, para que isto ocorra, as lojas online necessitam de atribuir muito mais valor aos seus clientes e, ao mesmo tempo, encontrar novas formas de gerar receitas.

#### Maneiras de cativar clientes
- Os comerciantes têm de tentar encontrar maneiras de ganhar vantagem competitiva em outros factores que não apenas o preço;
- Lojas online necessitam de proporcionar uma experiência de compras que aborda todas as exigências do cliente. Também devem tentar proporcionar um ambiente que seja fácil de explorar;
- A expansão da gama de serviços;
- Relação custo-eficácia, encontrando formas de aumentar o volume de compras dos seus clientes, assim gerando receitas maiores;
- Taxas de adesão para novos clientes.

### ServiçosOnline
Essa é outra área onde as empresas podem explorar a Internet. Muitas companhias usam a Internet para fornecer serviços a clientes. Uns dos exemplos situa-se no sector dos serviços bancários e de acções comerciais. Empresas como a e-Trade.com trouxeram a facilidade de negociação das acções do cliente para computador. Outro exemplo interessante é de Makethemove.com.
Um das missões destes serviços é simplificar a vida dos usuários da Internet, criando funcionais, atribuindo serviços interactivos que irão tornar a vida mais fácil e melhor.

#### Este tipo de serviços podem também fornecer
- Seguros, baseados na Internet;
- Comércio electrónico infomediário;
- Soluções para a empresa e para o mercado consumidor;
- Transferências bancárias;
- Cancelar serviços públicos,tais como o gás, electricidade e telefone local;
- Televisão por cabo,
- Chamadas telefónicas via internet;
- Jornais;
- Revistas, etc.

## Algumas tentativas de negócio electrónico no B2C
| MODELOS                 | VARIANTES                                      | EXEMPLOS                            | DESCRIÇÃO |
| Portal                  | Horizontal                                     | Yahoo.com MSN.com                   | Oferece um conjunto integrado de serviços e conteúdos, permite fazer buscas, participar em chats, fazer downloads de música, video streaming, entre outras funcionalidades |
| E-tailer                | Vertical                                       | Automobile.de iBoats.com            | Oferece serviços e produtos especializados |
|                         | Mercado Virtual                                | Amazon.com                          | Versão online de retalho em que os clientes podem aceder à loja e comprar a qualquer hora do dia ou da noite em casa ou no escritório                                      |
|                         | Click and Mortar                               | Walmart.com                         | Canal de distribuição online e também venda com presença física |
|                         | Mercado de catálogo                            | Laredoute.com                       | Versão online de venda por catálogo |
|                         | Centro comercial online                        | Fashionmall.com                     | Versão online de centro comercial |
| Fornecedor de conteúdos | Lazer e Informação                             | Sportline.com CNN.com               | Informação e entretenimento, fornecedores de sites de desporto, informação de vendas, notícias de última hora, entre outros                                                |
| Broker                  | Licitações e outras formas de pricing dinâmico | E-trade.com Expedia.com Monster.com | Fees de transacção |
| Criador de mercado      |                                                | ebay.com Priceline.com              | Fees de transacção |
| Prestador de serviços   |                                                | xDrive.com myCFO.com                | Venda de serviços |
| Apoio à comunidade      |                                                | About.com BlackPlanet.com           | Publicidade, subscrição de sócios |

Quadro 7.1 - Modelos de comércio electrónico B2C (Carvalho, 2006, p.59).

## B2C na logística
Inicialmente, a preocupação deste tipo de negócio era conseguir cada vez mais adeptos, ganhando massa crítica. Hoje, as preocupações estão voltadas para o serviço, pelo que as atenções recaem, inexoravelmente, sobre o sistema logístico. A certeza da entrega dos produtos encomendados via Internet, em boas condições e no prazo prometido, é um ponto fundamental do mercado virtual. No comércio electrónico, a estruturação da logística é essencial para o sucesso das organizações. Na nova era digital, é importante reconhecer ainda que a percepção do desempenho logístico se torna diferente para o cliente, porquanto as exigências tendem a tornar-se superiores face à facilidade com que se percepciona a existência do produto, se encomenda e paga – embora somente em termos virtuais. Nestas condições, o cliente pode transitar de um fornecedor para outro com maior frequência, procurando o fornecedor que lhe ofereça mais vantagens e apresente melhores níveis de desempenho em termos de serviço efectivo(Carvalho, 2006, p.42).
Nas transacções B2C, quando o número de encomendas começa a ascender a valores interessantes para o negócio, o que é frequente, os custos de picking e de acondicionamento sobem também. Esses custos constituem assim efeitos que podem ser «demolidores» em termos de logística e de custos associados. Preterir a operação à palete ou à caixa, com múltiplas subcaixas, para passar a uma operação à unidade torna o negócio, sobretudo quando existe heterogeneidade de pesos e volumes logísticos nos produtos em causa, muito sujeito a grande frequência de erros. A logística, mais uma vez, encontrará novos desafios e formas de encarar custos, encadear e definir rotas (Carvalho, 2006, p.44).